# Синявець Пилаон
Синявець Пилаон (Plebejus pylaon або Plebeius pylaon) — вид комах з родини Lycaenidae.

## Морфологічні ознаки
Розмах крил — 26-37 мм. Статевий диморфізм виразний. Крила самців зверху блакитні з червонуватим полиском з вузькою темною крайовою смужечкою, біля заднього кута задніх крил більш-менш розвинуті 2-3 чорні крайові плями, іноді облямовані рудим. Самиці темно-бурі, біля заднього кута задніх крил добре помітний рядок оранжевих крайових плям. На нижній стороні задніх крил весь простір між крайовим малюнком та рядом очок заповнений білим. Оторочка крил біла.

## Поширення
Південна та південно-східна Європа, Мала Азія, Кавказ та Закавказзя, Іран, Казахстан.
В Україні зустрічається диз'юнктивно лише у декількох південних степових областях та на Поділлі (південь Хмельницької області). Дуже локальний.

## Особливості біології
Зустрічається на ділянках крейдяних та вапнякових відшарувань, на схилах річкових терас та ярів, у степу. Дає 1 генерацію на рік. Літ метеликів триває з кінця квітня — початку травня до середини червня. Самиця відкладає яйця по одному на квітки кормових рослин гусені — астрагалів та люцерни серпатої. Мірмекофіл. Зимує гусінь. Заляльковування відбувається навесні у мурашниках, у підстилці чи на стеблах кормової рослини.

## Загрози та охорона
Загрози: руйнування місць перебування виду (розорювання та заліснення степу, урбанізація), надмірний випас худоби, випалювання трави.
Як компонент біоценозу охороняється у Карадазькому ПЗ та Опукському заповіднику. Доцільно створити ентомологічні заказники у місцях перебування виду з метою збереження характерних для нього біотопів.